# 國際滑冰聯盟
國際滑冰總會（英語：International Skating Union，ISU）為滑冰項目的國際性管理組織，項目包括花式滑冰、團體花式滑冰、競速滑冰和短道競速滑冰。它於1892年在荷蘭成立，直止現時已有81個成員國加入。而由於滑冰是冬季奧運會中主要的項目之一，因此國際滑冰總會是國際單項運動總會聯合會的成員之一。
國際滑冰總會在技術上設有五個專門委員會，包括競速滑冰委員會、花式滑冰委員會、團體花式滑冰委員會、冰上舞蹈委員會與短道競速滑冰委員會。現時國際滑冰聯盟的主席為Mr Ottavio Cinquanta，秘書長為Mr Fredi Schmid，總部位于瑞士洛桑。

## ISU錦標賽
競速滑冰
- 大道
  - 世界全能競速滑冰錦標賽
  - 世界單程距離競速滑冰錦標賽
  - 世界短距離競速滑冰錦標賽
  - 世界青年競速滑冰錦標賽
  - 歐洲競速滑冰錦標賽
- 短道
  - 世界短道競速滑冰錦標賽
  - 世界短道競速滑冰團體錦標賽
  - 世界青年短道競速滑冰錦標賽
  - 歐洲短道競速滑冰錦標賽
- 花式滑冰
  - 世界花式滑冰錦標賽
  - 世界青年花式滑冰錦標賽
  - 世界團體花式滑冰錦標賽
  - 四大洲花式滑冰錦標賽
  - 歐洲花式滑冰錦標賽

## 制裁
2022年3月1日，因應2022年俄羅斯入侵烏克蘭，禁止俄羅斯以及白俄羅斯運動員參加比賽。

## 外部連結
- 官方网站  （英語）
- 國際滑冰聯盟的新浪微博